# Broadway
Broadway (/ˈbrɔːdweɪ/) è una strada dello stato di New York.
Lunga circa 50 km, 23 dei quali dentro la città di New York, inizia dal villaggio di Sleepy Hollow a Mount Pleasant (contea di Westchester) come diramazione della strada statale n. 9, attraversa in direzione nord-est e sud-ovest i sobborghi di Greenburgh Irvington, Dobbs Ferry e Hastings-on-Hudson, poi Tarrytown, Yonkers ed entra a New York nel borough del Bronx per circa 2 km per poi passare a Manhattan costeggiando il fiume Hudson.
Lì diventa a senso unico in direzione sud dopo l'incrocio con la Cinquantanovesima Strada a Columbus Circle; dopo l'incrocio con la Quarantanovesima Strada ovest piega più verso sud e l'interno di Manhattan attraversando Times Square e successivamente il corso della Quinta, alla cui congiunzione sorge il Flatiron Building. Termina nei pressi di Battery Park a State Street, in prossimità della stazione della metropolitana di Bowling Green.
Si tratta di una delle più antiche direttrici nord-sud della città e dell'Upstate, un antico percorso dei nativi americani. Con l'arrivo degli olandesi essa divenne la principale via di comunicazione di Nuova Amsterdam, il nucleo originario della città di New York.

## Nome
Il nome, letteralmente Strada larga o stradone, riprende quello originario olandese di Brede weg, e benché molte altre vie nel continente nordamericano abbiano tale nome, specialmente riferito alla via principale degli insediamenti che via via venivano ivi costruiti, quella più famosa rimane quella di New York, nel cui tratto limitrofo a Times Square sorgono numerosi teatri e cinema, tanto che il termine Broadway è divenuto, per metonimia, sinonimo del teatro ufficiale statunitense e il suo antonimo, Off-Broadway, altresì indicativo delle produzioni teatrali o cinematografiche a basso costo o indipendenti.

## Descrizione
A New York sussistono altre tre strade chiamate Broadway (una nel Queens, una a Brooklyn e una terza a Staten Island) più varie strade minori chiamate East Broadway, West Broadway e Old Broadway.
Attraversando diagonalmente lo schema delle vie di Manhattan, Broadway è cadenzata da una serie di "piazze" (alcune sono semplici spiazzi triangolari) altre più grandi come la celebre Times Square, che hanno indotto la costruzione di alcune interessanti architetture, come il Flatiron Building (Ferro da stiro).
La sezione inferiore di Broadway, dalla sua origine a Bowling Green fino al City Hall Park, è la sede storica delle ticker-tape parade cittadine e viene talvolta chiamata il Canyon degli Eroi con riferimento a tali eventi.
Broadway attraversa Greenwich Village in Astor Place, vicino a St. Mark's Place, o all'Ottava Strada. È una breve camminata da qui all'Università di New York, vicino a Washington Square Park, ai piedi della Fifth Avenue. Se si cammina verso est da Astor Place si arriva fino all'East Village.
Union Square sulla Quattordicesima Strada è su Broadway. Si trova sei isolati a nord di Astor Place. La Quattordicesima Strada è riconosciuta come confine tra Lower Manhattan e Midtown Manhattan.
Un suo famoso tratto nelle vicinanze di Times Square, nel Midtown, è la sede di molti teatri di Broadway, che ospitano una sempre mutevole offerta di rappresentazioni teatrali, in particolare musical. Questa parte di Broadway, nota anche come la Great White Way, attira milioni di turisti da tutto il mondo.
Comparire in un musical di successo a Broadway è considerato da molti cantanti, ballerini e attori come il massimo successo nelle rispettive professioni, e molte canzoni, storie e musical sono essi stessi basati attorno all'idea di tale successo. L'annuale Tony Award è un riconoscimento per alcuni degli spettacoli teatrali più di successo. A partire dalla fine degli anni ottanta, Times Square è emersa come centro turistico per famiglie dell'area di New York. Times Square è dove ha sede il quotidiano The New York Times, pubblicato negli uffici sulla XLIII Strada Ovest off Broadway.
Agli angoli sud e ovest di Central Park, Broadway e la LIX Strada Ovest formano Columbus Circle, un tempo sede di un centro congressi e oggi sede del Time Warner Center.
Più a nord, Broadway segue la vecchia Bloomingdale Road come spina principale dell'Upper West Side, passando per il Lincoln Center, il campus della Columbia University su Morningside Heights e continuando verso nord. L'università ha un ampio spazio aperto tra Broadway e Amsterdam Avenue, con entrate sulla 116ª strada. Il Columbia Presbyterian Medical Center si trova su Broadway vicino alla 166ª, 167ª e 168ª Strada a Nord Manhattan.

## Trasporti pubblici
Da sud a nord, linea IRT Lexington Avenue, linea BMT Broadway, linea IRT Broadway-Seventh Avenue e linea IND Eighth Avenue portano tutte treni della metropolitana sotto Broadway. In superficie, le linee di autobus M1, M4, M5, M6, M7, M10, M20, M100, M104, Bx7 e Bx20 della New York City Transit Authority passano su Broadway. Anche i tram delle linee Broadway and Seventh Avenue Railroad e Broadway Surface Railroad passavano su Broadway.